# Ziua lui Prešeren
Ziua lui Prešeren (în slovenă Prešernov dan), pe numele complet Ziua lui Prešeren, sărbătoarea culturală slovenă (în slovenă Prešernov dan, slovenski kulturni praznik), este o sărbătoare publică celebrată în Slovenia în ziua de 8 februarie.
Ea marchează aniversarea morții poetului național sloven France Prešeren la 8 februarie 1849 și este sărbătoarea culturii slovene. A fost instituită în 1945 pentru a consolida conștiința culturală și încrederea în sine a poporului sloven și a fost proclamată zi liberă în 1991. Pe 7 februarie, în ajunul sărbătorii, sunt acordate Premiile Prešeren și Premiile Fundației Prešeren, cele mai înalte distincții slovene pentru merite culturale. Ziua Prešeren continuă să fie una dintre cele mai celebrate sărbători slovene. În această zi este permisă intrarea gratuită în toate muzeele și galeriile locale și naționale și sunt organizate numeroase evenimente culturale. Acestă zi este sărbătorită nu numai în Slovenia, ci și de comunitățile slovene din întreaga lume.

## Istorie
Aniversarea morții lui Prešeren a devenit pentru prima dată un eveniment important în anul 1941, în timpul celui de-al Doilea Război Mondial, când s-a sărbătorit la 7 februarie ziua unității tuturor slavilor. Celebrarea zilei de 8 februarie ca sărbătoare culturală a slovenilor a fost propusă în ianuarie 1945, în orașul Črnomelj, de către Bogomil Gerlanc, activist cultural al Frontului de Eliberare al Poporului Sloven. Propunerea lui Gerlanc a fost acceptată, iar conducerea Consiliului Sloven de Eliberare Națională a proclamat în mod oficial ziua de 8 februarie ca sărbătoare culturală printr-un decret promulgat la 28 ianuarie 1945 și publicat în ziarul Slovenski poročevalec la 1 februarie 1945. Ziua de 8 februarie a continuat să fie celebrată ca sărbătoare publică în perioada de existență a Republicii Socialiste Slovenia în cadrul RSF Iugoslavia și a fost sărbătorită, de asemenea, de slovenii din Carintia și de slovenii din Italia. În această zi au avut loc numeroase evenimente culturale, precum și excursii școlare la instituții de importanță cultură a statului sloven.
În anul 1991 unii cetățeni sloveni s-au opus declarării Zilei lui Prešeren ca zi liberă, susținând că va avea loc astfel banalizarea unei sărbători dedicate evenimentelor culturale. Drept urmare, a început să se sărbătorească alternativ și ziua de 3 decembrie, când are loc aniversarea nașterii poetului. În prezent, sunt celebrate ambele zile, fără a exista un antagonism între ele, deși doar Ziua lui Prešeren din februarie este recunoscută oficial ca sărbătoare națională. Ea a devenit mult mai prețuită de când a fost declarată zi liberă.